# Alan Roberts
Robert Alan Brownell connu professionnellement sous le nom d'Alan Roberts est un réalisateur américain né le 2 novembre 1946 et mort à Los Angeles le 3 juillet 2016, à l'âge de 69 ans.
Il est réputé pour avoir dirigé des films à petit budget comme Karate Cop (1991) ou The Happy Hooker Goes Hollywood, produit par Menahem Golan. Depuis 1994, il travaille surtout en tant que monteur. Il est aussi producteur de films érotiques. En 2011, Roberts a été impliqué dans la réalisation de Desert Warriors, projet qui a été ensuite substantiellement transformé par le producteur Nakoula Basseley Nakoula, et présenté finalement en 2012 comme L'Innocence des musulmans,.

## Filmographie

### Comme réalisateur
- 1970 : The Zodiac Couples
- 1972 : The Sexpert
- 1974 : Panorama Blue
- 1977 : Young Lady Chatterley
- 1980 : The Happy Hooker Goes Hollywood
- 1985 : Young Lady Chatterley II
- 1991 : Karate Cop
- 1992 : Round Trip to Heaven
- 1994 : Save Me

### Comme scénariste
- 1970 : The Zodiac Couples
- 1980 : The Happy Hooker Goes Hollywood

### Comme producteur
- 1970 : The Zodiac Couples
- 1972 : The Sexpert
- 1973 : Scream Bloody Murder
- 1974 : Panorama Blue
- 1977 : Young Lady Chatterley
- 1979 : Racquet (film)|Racquet
- 1985 : Young Lady Chatterley II
- 2001 : The Yellow Bird
- 2002 : Burning Man: The Burning Sensation
- 2002 : Role of a Lifetime
- 2007 : Lost at War
- 2007 : Fighting Words
- 2008 : Zombie Wars
- 2010 : Street Poet

### Comme monteur
- 1994 : One Plus Two Equals Four
- 1998 : 4 Second Delay
- 1999 : Dirt Merchant (non crédité)
- 1999 : Situation critique (Deterrence ) (1999)
- 1999 : 348 (1999)
- 2000 : Stanley's Gig
- 2000 : Megalomania
- 2000 : The Last American Virgin
- 2001 : 108 Stitches
- 2001 : The Yellow Bird
- 2001 : Death Game
- 2001 : Forbidden City
- 2002 : One of Us
- 2002 : Throttle
- 2002 : White Boy (2002)
- 2003 : Grand Theft Parsons
- 2003 : Lost in the USA
- 2004 : Haunted House
- 2004 : Secret Admirer
- 2004 : Career Suicide
- 2004 : One Man's Junk
- 2005 : Haunted Boat
- 2005 : Dr. Rage
- 2006 : 30 Days
- 2006 : Manhattan Minutiae
- 2007 : Cielito lindo
- 2007 : Fighting Words
- 2008 : Zombie Wars